# Carlos Sánchez Moreno
Carlos Alberto Sánchez Moreno (* 6. února 1986, Quibdó, Kolumbie) je bývalý kolumbijský fotbalový záložník. Účastník Mistrovství světa 2014 v Brazílii.

## Klubová kariéra
Carlos Sánchez hrál fotbal nejprve v uruguayských klubech Danubio FC a River Plate Montevideo. V letech 2007–2013 hrál za francouzský celek Valenciennes FC, poté odešel do španělského Elche CF. V srpnu 2014 po MS 2014 v Brazílii přestoupil za částku kolem 5 milionů liber do anglického prvoligového klubu Aston Villa FC.

## Reprezentační kariéra
V národním A-týmu Kolumbie debutoval v roce 2007.
Argentinský trenér Kolumbie José Pékerman jej vzal na Mistrovství světa 2014 v Brazílii, kde Kolumbie obsadila v základní skupině C s plným počtem 9 bodů první místo po výhrách 3:0 s Řeckem, 2:1 s Pobřežím slonoviny a 4:1 s Japonskem. V osmifinále proti Uruguayi byl u výhry 2:0. Ve čtvrtfinále proti Brazílii Kolumbijci na dalšího jihoamerického soupeře již nestačili a prohráli 1:2. Sánchez chyboval při rohovém kopu, kdy neuhlídal skórujícího Silvu.